# Anna Maria Toso
Anna Maria Toso (...) è un'ex atleta paralimpica, schermitrice, tennistavolista e nuotatrice italiana.
Prese parte a due edizioni delle Paralimpiadi estive (Roma 1960 e Tokyo 1964), vincendo complessivamente 20 medaglie (di cui 8 ori) in quattro diversi sport; è la seconda atleta paralimpica italiana per numero complessivo di podi, dietro a Roberto Marson (26 medaglie in 4 edizioni).

## Biografia
Contadina originaria del Veneto, a seguito della caduta da un albero riportò una lesione spinale che le fece perdere l'uso delle gambe, costringendola sulla sedia a rotelle. Durante la riabilitazione post-ricovero presso il Centro per paraplegici di Ostia dell'INAIL, scoprì la passione per lo sport e iniziò a gareggiare in molte discipline.
Nel 1960 Toso venne selezionata nel gruppo di 65 atleti italiani che parteciparono alle Paralimpiadi estive di Roma, dove vinse le prime dieci medaglie e fu tra le protagoniste della prima edizione dei giochi insieme a Maria Scutti.
Nel 1964 partecipò ai II Giochi paralimpici estivi di Tokyo, vincendo altre dieci medaglie.

## Palmarès
| Medaglia | Edizione   | Disciplina       | Evento                                                         |
| -------- | ---------- | ---------------- | -------------------------------------------------------------- |
| Oro      | Roma 1960  | Nuoto            | 25 m rana femminili - classe 2 incompleta                      |
| Oro      | Roma 1960  | Nuoto            | 25 m stile libero femminili - classe 2 incompleta              |
| Oro      | Roma 1960  | Scherma          | Fioretto individuale femminile                                 |
| Oro      | Tokyo 1964 | Atletica leggera | Giavellotto femminile - classe A                               |
| Oro      | Tokyo 1964 | Atletica leggera | Getto del peso femminile - classe A                            |
| Oro      | Tokyo 1964 | Nuoto            | 25 m stile libero femminili - supino classe 2 incompleta       |
| Oro      | Tokyo 1964 | Scherma          | Fioretto a squadre femminile (con Elena Monaco e Irene Monaco) |
| Oro      | Tokyo 1964 | Scherma          | Fioretto individuale femminile                                 |
| Argento  | Roma 1960  | Atletica leggera | Giavellotto di precisione femminile - classe A                 |
| Argento  | Roma 1960  | Atletica leggera | Giavellotto di precisione femminile - classe B                 |
| Argento  | Roma 1960  | Atletica leggera | Giavellotto di precisione femminile - classe C                 |
| Argento  | Roma 1960  | Tennistavolo     | Doppio femminile - classe B (con Maria Scutti)                 |
| Argento  | Roma 1960  | Nuoto            | 25 m dorso femminili - classe 2 incompleta                     |
| Argento  | Tokyo 1964 | Atletica leggera | Lancio della clava femminile - classe A                        |
| Argento  | Tokyo 1964 | Atletica leggera | Disco femminile - classe A                                     |
| Argento  | Tokyo 1964 | Tennistavolo     | Doppio femminile - classe B (con Silvana Martino)              |
| Argento  | Tokyo 1964 | Nuoto            | 25 m rana femminili - classe 2 incompleta                      |
| Argento  | Tokyo 1964 | Nuoto            | 25 m stile libero femminili - prono classe 2 incompleta        |
| Bronzo   | Roma 1960  | Atletica leggera | Getto del peso femminile - classe A                            |
| Bronzo   | Roma 1960  | Tennistavolo     | Singolare femminile classe B                                   |